# Dongo (Lombardia)
Dongo (lombardul: Dongh) település Olaszországban, Lombardia régióban, Como megyében. Lakosainak száma 3194 fő (2023. január 1.). Dongo Garzeno, Gravedona ed Uniti, Musso, Pianello del Lario, Stazzona, Colico és Domaso községekkel határos.

## Népesség
A település lakossága az elmúlt években az alábbi módon változott:
| Lakosok száma | 3407 | 3380 | 3194 |
|               | 2017 | 2018 | 2023 |

## Híres emberek
- itt született Emilio Trivini (1938–2022) olimpiai ezüst-, Európa-bajnoki bronzérmes olasz evezős